# Peter Roskam
Peter James Roskam (Hinsdale, 13 settembre 1961) è un politico e avvocato statunitense, membro della Camera dei Rappresentanti per lo stato dell'Illinois dal 2007 al 2019.

## Biografia
Dopo gli studi all'Università dell'Illinois, Roskam si laureò in legge e successivamente esercitò la professione di avvocato e consulente legale per alcuni politici repubblicani.
Dal 1993 al 2006 Roskam servì nella legislatura statale dell'Illinois. Nel 1998 tentò di farsi eleggere alla Camera dei Rappresentanti ma venne sconfitto nelle primarie repubblicane da Judy Biggert. Nel 2006 ci riprovò e questa volta superò le primarie senza opposizione; nelle elezioni generali di novembre Roskam affrontò una veterana dell'Iraq, la democratica Tammy Duckworth e la competizione fu molto serrata. Alla fine Roskam prevalse con il 51% delle preferenze contro il 49% della Duckworth.
Roskam approdò così al Congresso e venne riconfermato dagli elettori per altri cinque mandati, fin quando nel 2018 risultò sconfitto dal democratico Sean Casten e lasciò il seggio dopo dodici anni.
Peter Roskam è tendenzialmente un repubblicano conservatore soprattutto in materia di immigrazione e omosessualità.